# Capital Radio One
Capital Radio One – EP dla czytelników, którzy wysłali kupon wydrukowany w New Musical Express oraz dodatkowo czerwoną naklejkę z pierwszego albumu wydana 8 kwietnia 1977.

## Lista utworów
1. „Listen” – 0:27
2. „Interview With The Clash On The Circle Line (Part 1)” – 8:50
3. „Interview With The Clash On The Circle Line (Part 2)” – 3:10
4. „Capital Radio One” – 2:09

## Muzycy
- Joe Strummer – wokal, gitara
- Mick Jones – gitara, wokal
- Paul Simonon – gitara basowa
- Terry Chimes – perkusja